# Maurice Brocco

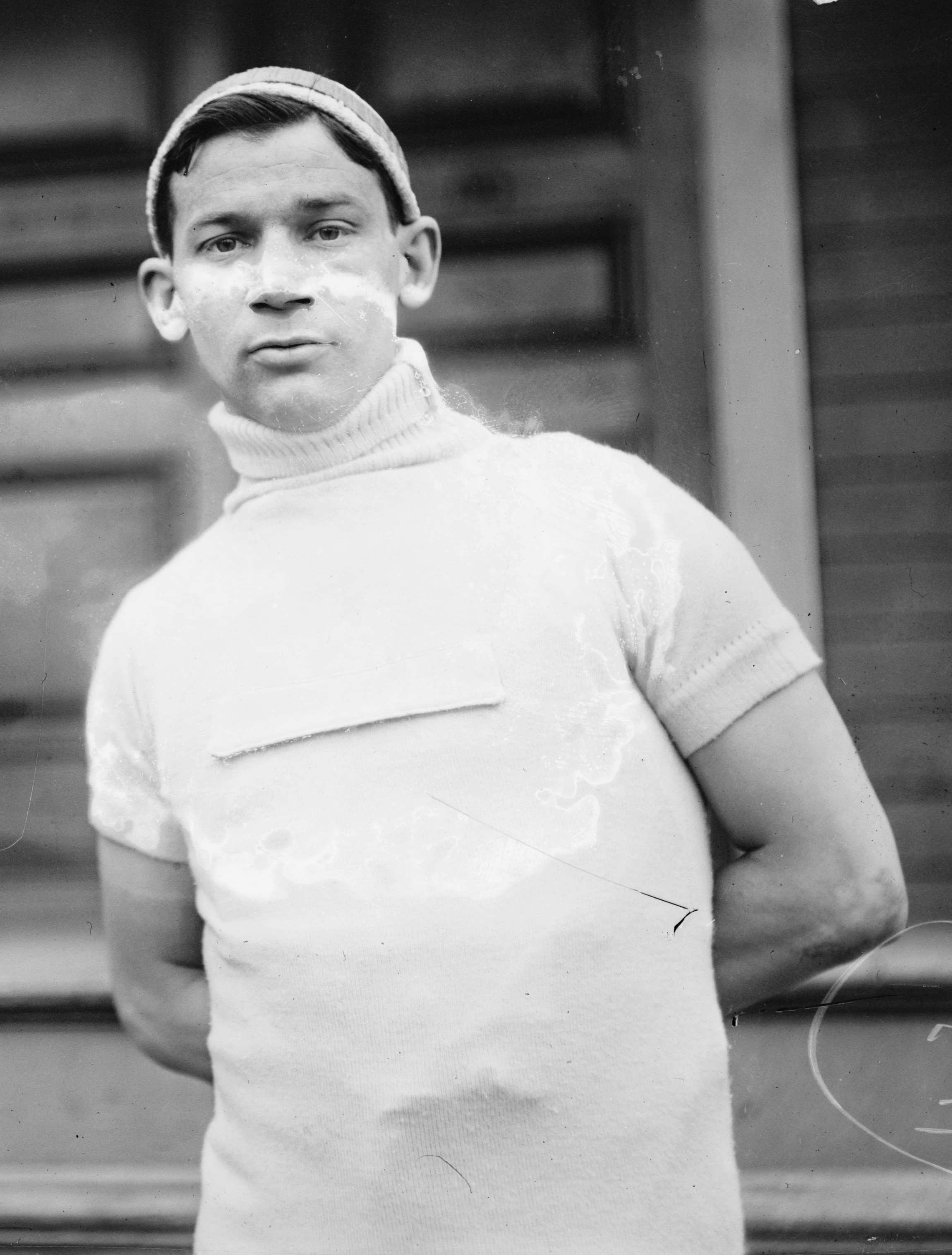
Maurice Brocco (1912)

Maurice Brocco (* 28. Januar 1885 in Fismes; † 26. Juni 1965 in Mûrs-Erigné) war ein französischer Radrennfahrer.
1907 belegte Maurice Brocco, ein gelernter Metzger, bei den UCI-Bahn-Weltmeisterschaften in Paris Platz drei im Steherrennen der Amateure. Im selben Jahr wurde er Dritter der französischen Meisterschaft im Straßenrennen der Amateure und gewann das Rennen von Paris nach Dieppe. Anschließend trat er zu den Profis über und gewann 1908 die erste Etappe des Grand Prix Wolber. 1910 wurde er französischer Vize-Meister im Straßenrennen, hinter Émile Georget und vor Lucien Petit-Breton, und gewann Paris-Brüssel. 1912 stellte er einen neuen Stundenweltrekord auf, als er 51,378 Kilometer hinter einem Schrittmacher fuhr. Im selben Jahr wurde er Dritter der Lombardei-Rundfahrt, im Jahr darauf Zweiter. 1914 gewann er die erste Austragung des Eintagesrennens Paris–Nancy.
Bis 1914 startete der vielseitige Brocco sechsmal bei der Tour de France, erreichte aber nur bei seinem letzten Start Paris und wurde in der Gesamtwertung dieses Jahres 23. Im Jahr 1911 gewann er eine Etappe. Um die Teilnahme an dieser Tour sowie den Gewinn der Etappe ranken sich zahlreiche Anekdoten. Nachdem Brocco klar wurde, dass er die Gesamtwertung nicht für sich entscheiden konnte, bot er dem Tour-de-France-Sieger von 1909, François Faber, seine Dienste als Schrittmacher an, vermutlich gegen Bezahlung. Als dies der Tour-Chef Henri Desgrange bemerkte, disqualifizierte er Brocco, denn er war der Meinung, dass die Tour der Kampf eines jeden Einzelnen sein sollte; es gab damals noch keine Mannschaften. Der Fahrer rief die Jury des französischen Radsportverbandes Union Vélocipédique de France an und fuhr am nächsten Tag weiter, da die Entscheidung noch nicht gefallen war. Wiederholt fuhr er anfangs der Etappe neben anderen Fahrern her und rief Desgrange spöttisch zu: „Bestimmt darf ich auch nicht neben dem hier fahren.“ Er gewann die Etappe mit 21 Minuten Vorsprung auf den späteren Sieger Gustave Garrigou. Sein Etappensieg behielt zwar die Gültigkeit, aber da er laut Jury-Entscheidung nicht mehr für die Gesamtwertung fahren durfte, beendete er die Tour anschließend.
Desgrange kritisierte Broccos Verhalten anschließend in der Zeitschrift L’Auto, deren Chefredakteur er war, mit den Worten: „Er ist unwürdig. Er ist bloß ein Domestik.“ Dadurch etablierte sich die Bezeichnung „Domestik“ für Radrennfahrer, die für den Sieg eines anderen fahren, was allerdings heute nicht verpönt, sondern normale Praxis ist. Brocco gilt als der erste Domestik im Radsport.
Ab 1910 fuhr „Coco“ zudem 36 Sechstagerennen, zunächst in Europa. Nach dem Ersten Weltkrieg ging er in die Vereinigten Staaten, wo er vier Sechstagerennen gewann, dreimal das von New York: 1920 mit Willy Coburn, 1921 mit Alfred Goullet und 1923 mit Marcel Buysse. 1923 siegte er in Chicago mit Oscar Egg. 1924 fuhr er im Alter von 39 Jahren in Paris sein letztes Rennen.